# Sour Candy
«Sour Candy» — песня записанная американской певицей Леди Гагой и южнокорейской гёрл-группой Blackpink. Она была выпущена 28 мая 2020 года как первый промосингл с шестого студийного альбома Леди Гаги Chromatica.
Песню написали Гага, Мэдисон Лав, Рами Якуб, Пак Хон Чжун и её продюсеры BloodPop и Burns. Это данс-поп, электропоп и дип-хаус песня в сочетании с хаус-музыкой, танцевальными и электронными ритмами и текстами, которые сравнивают артистов с кисло-сладкой конфетой. Песня достигла первой строчки хит-парадов в Малайзии и Сингапуре и первой десятки в Австралии, Эстонии, Греции, Венгрии и Литве.

## История
Гага объединилась с участницами K-pop-группы Blackpink Дженни, Лиса, Розэ и Джису для записи двуязычного танцевального трека.
В интервью японскому развлекательному сайту TV Groove Леди Гага рассказала о создании песни и заявила, что «когда [она] позвонила им и спросила, хотят ли они написать песню с [ней], они были так счастливы и мотивированы, … это было действительно захватывающее сотрудничество». Потом добавила, что «была взволнована, услышав, что они интерпретируют песню по-корейски. Всё было настолько креативно и забавно. Я была поражена, когда услышала их пение».
Члены Blackpink позже рассказали о том, как появилась песня: «Мы слушали музыку друг друга и стали поклонниками каждого из нас, поэтому мы естественным образом осуществили этот проект».

## Релиз
«Sour Candy» была официально объявлена 22 апреля 2020 года, когда Леди Гага сообщила трек-лист своего альбома Chromatica. Релиз песни был анонсирован Гагой через свои социальные медиа-платформы за день до выхода альбома Chromatica. Песня вышла без какого-либо другого предварительного объявления.

## Музыка
«Sour Candy» сочетает такие музыкальные стили и направления как данс-поп электропоп, «sugar-sweet» и дип-хаус с элементами хаус-музыки и танцевальными ритмами. Гага и Blackpink представили двуязычную песню, которую исполняют как на английском, так и на корейском языках. Они используют образ кислой конфеты в качестве метафоры, чтобы «проиллюстрировать, как они поступают в своих отношениях». После припева Гага исполняет свою партию в виде рэпа, в то время как песенный компонент корейской группы включают «жёсткие, почти механические мелодии».

## Отзывы
Джои Нолфи из еженедельника Entertainment Weekly назвал «Sour Candy» «эпическим сотрудничеством» с «аппетитной подачей гигантских танцевальных ритмов (mammoth dance beats)». Клэр Шаффер из журнала Rolling Stone сочла это «сладкой клубной композицией для всех наших домашних вечеринок». Зои Хейлок из журнала New York высказала мнение, что «когда тексты могут быть подписями в Instagram, то вы знаете, что это хорошая поп-песня!». Майкл Роффман из Consequence of Sound считает, что «Sour Candy» — это ещё один подарок от обладателя Оскара, доказав, что Chromatica поможет провести вечеринку во время этой нашей пандемии.
Джем Асвард из журнала Variety нашел это хит «искрящимся сочетанием» стилей двух мастеров своих направлений.
Критические отзывы дали несколько изданий. Майкл Крэгг из газеты The Guardian критически отозвался о песне, сказав, что она «разочаровывающе заканчивается» и «в конечном итоге звучит как слабо сделанная интерлюдия». Сэл Чинкемани из журнала Slant Magazine назвал песню «empty-calorie» («пустой калорией»), в то время как Эван Савди из PopMatters написал, что это «слишком короткая» и одна из самых «незначительных песен» альбома Chromatica.

## Награды и номинации
| Год  | Организация                  | Награда                     | Результат | Ссылка |
| ---- | ---------------------------- | --------------------------- | --------- | ------ |
| 2020 | BreakTudo Awards             | Collaboration of the Year   | Номинация | [ 17 ] |
| 2020 | MTV Millennial Awards Brazil | International Collaboration | Победа    | [ 18 ] |

## Коммерческий успех
В первые 24 часа после релиза песня заняла лидирующую позицию в Itunes 57 стран.
«Sour Candy» дебютировала на 33-м месте в Billboard Hot 100, став 25-м хитом Гаги в top-40 и первым хитом группы Blackpink, попавшим в top-40. Эта песня стала для Blackpink их первым появлением в top-10 в Австралии, где дебютировала на 8-м месте. Она также стала их первым синглом в Top-20 в Великобритании, где дебютировала на 17-й позиции. Песня возглавила хит-парады Малайзии и Сингапура.

## Участники записи
По данным сервиса Tidal.
- Леди Гага — автор, вокал
- Blackpink — вокал
- Burns[англ.] — продюсер, автор, бас, ударные, клавишные, перкуссия
- BloodPop — продюсер, автор, бас, ударные, клавишные, перкуссия
- Madison Love[англ.] — автор, бэк-вокал
- Hong Jun Park — автор
- Рами Якуб[англ.] — автор
- Скотт Келли — ассистент по микшированию
- Рэнди Мерилл — мастеринг
- Бенджамин Райс — микширование, звукорежиссёр
- Том Норрис — микширование

## Хит-парады
| Чарт (2020)                                | Высшая позиция |
| ------------------------------------------ | -------------- |
| Австралия (ARIA)                           | 8              |
| Австрия (Ö3 Austria Top 40) ·              | 42             |
| Канада (Billboard Canadian Hot 100)        | 18             |
| Чехия (Singles Digitál Top 100)            | 20             |
| Эстония (Eesti Tipp-40)                    | 8              |
| Финляндия (Suomen virallinen lista)        | 15             |
| Франция (SNEP)                             | 62             |
| Греция (IFPI)                              | 10             |
| Венгрия (Single Top 40)                    | 4              |
| Венгрия (Stream Top 40)                    | 8              |
| Ирландия (IRMA)                            | 11             |
| Италия (FIMI)                              | 46             |
| Япония (Japan Hot 100)                     | 43             |
| Литва (AGATA)                              | 5              |
| Малайзия (RIM)                             | 1              |
| Нидерланды (Single Top 100)                | 52             |
| Новая Зеландия (RMNZ)                      | 12             |
| Португалия (AFP)                           | 24             |
| Шотландия (OCC Scotland)                   | 20             |
| Сингапур (RIAS)                            | 1              |
| Словакия (Singles Digitál Top 100)         | 20             |
| Швеция (Sverigetopplistan)                 | 49             |
| Швейцария (Schweizer Hitparade)            | 30             |
| Великобритания (OCC UK Singles)            | 17             |
| США (Billboard Hot 100)                    | 33             |
| США (Billboard Hot Dance/Electronic Songs) | 3              |

| Чарт (2020)                  | Высшая позиция |
| ---------------------------- | -------------- |
| Бразилия (Pro-Música Brasil) | 43             |

| Чарт (2020)                                 | Позиция |
| ------------------------------------------- | ------- |
| Португалия (AFP)                            | 625     |
| США (Hot Dance/Electronic Songs, Billboard) | 16      |

## Сертификации
| Регион                                                                      | Сертификация | Продажи |
| --------------------------------------------------------------------------- | ------------ | ------- |
| Канада (Music Canada)                                                       | Золотой      | 40 000  |
| Данные о продажах + прослушиваниях приведены только на основе сертификации. |              |         |

## История релиза
| Регион    | Дата        | Формат                     | Лейбл                                           | Ссылки |
| --------- | ----------- | -------------------------- | ----------------------------------------------- | ------ |
| Мир       | 28 мая 2020 | Цифровые загрузки стриминг | Interscope                                      | [ 55 ] |
| Австралия | 29 мая 2020 | Contemporary hit radio     | Interscope Geffen A&M Universal Music Australia | [ 56 ] |